# Inzertní portál
Inzertní portál jsou webové stránky, na kterých jsou inzeráty na prodej, pronájem, výměnu, darování, a to jakéhokoliv zboží, ať již nového, či použitého. Nejčastěji[zdroj⁠?!] se tyto portály zaměřují na oblast prodeje aut, realit, dětského zboží a vybavení, práce, ale i domácích mazlíčků a jiných. 